# Lorne Tyrrell
Pour les articles homonymes, voir Tyrrell.
Lorne Tyrrell est un médecin-chercheur d’Edmonton, Alberta, Canada.
Il a découvert le premier traitement par voie orale s’avérant efficace pour lutter contre l’hépatite B.